# توني برنس
توني برنس (بالإنجليزية: Tony Prince)‏ هو مقدم برامج إذاعية بريطاني، ولد في 9 مايو 1944 في أولدهام في المملكة المتحدة.

## وصلات خارجية
- توني برنس على موقع ميوزك برينز (الإنجليزية)